# Гирбова-де-Жос
Гирбова-де-Жос (рум. Gârbova de Jos) — село у повіті Алба в Румунії. Адміністративно підпорядковане місту Аюд.
Село розташоване на відстані 277 км на північний захід від Бухареста, 21 км на північ від Алба-Юлії, 57 км на південь від Клуж-Напоки.

## Населення
За даними перепису населення 2002 року у селі проживали 385 осіб, з них 382 особи (99,2%) румунів. Рідною мовою 382 особи (99,2%) назвали румунську.